# Al-Ansar Club
Al-Ansar Sporting Club (ara. نادي الأنصار الرياضي‎) je libanonski nogometni klub iz Beiruta osnovan 1951., no klub je tek 1988. prvi puta osvojio libanonsko prvenstvo. Nakon toga klub je ostvario svjetski rekord osvojivši 11 uzastopnih nacionalnih prvenstava (od 1988. do 1999. godine). Ukupno gledajući, Al-Ansar je osvojio najviše libanonskih prvenstava i FA kupova od bilo kojeg drugog kluba.
Za razliku od Al Aheda, za Al-Ansar Club navija sunitska zajednica u Libanonu.

## Predsjednici kluba
Iako je klub službeno osnovan 1951., već 1948. je utvrđen upravni odbor Al-Ansara koji je na izborima odabrao prvog predsjednika kluba, Mustafu El-Shamija. Njega je 1950. godine naslijedio dotadašnji potpredsjednik Ameen Itani. U razdoblju od 1956. do 1967. Al-Ansar Club su vodili stranci.
1977. funkciju predsjednika kluba je preuzeo Salim Diab a njega je 2008. godine naslijedio njegov sin Karim Diab.
| Predsjednici Al-Ansara kroz povijest | Predsjednici Al-Ansara kroz povijest |
| Razdoblje                            | Predsjednik                          |
| ------------------------------------ | ------------------------------------ |
| 1948. – 1950.                        | Mustafa El-Shami                     |
| 1950. – 1954.                        | Ameen Itani                          |
| 1954. – 1956.                        | Fouad Rustom                         |
| 1956. – 1963.                        | Abdul Jalil Al-Sabra                 |
| 1963. – 1965.                        | Jemil Haspny                         |
| 1965. – 1967.                        | Abed El-Jamil Ramadan                |
| 1967. – 1975.                        | Khaled Kabbani                       |
| 1975. – 1977.                        | Said Wanid                           |
| 1977. – 2008.                        | Salim Diab                           |
| 2008. - danas                        | Karim Diab                           |

## Osvojeni trofeji
- Libanonska Premier liga
  - 1988., 1989., 1990., 1991., 1992., 1993., 1994., 1995., 1996., 1997., 1998., 1999., 2006., 2007.
- Libanonski FA kup
  - 1990., 1991., 1992., 1994., 1995., 1996., 1998., 1999., 2002., 2006., 2007., 2010., 2012.
- Libanonski Superkup
  - 1996., 1997., 1998., 1999., 2012.
- Libanonski Kup federacija
  - 1999., 2000.
- Libanonski Elite kup
  - 1997., 2000.

## Vidjeti također
- Al Ahed

## Vanjske poveznice
- Službena web stranica kluba
- Navijački website  Arhivirana inačica izvorne stranice od 12. srpnja 2007. (Wayback Machine)